# Child of the Sun
Children of the Sky(en español: Hijos del Sol) es un LP que produjo Prince para su entonces esposa Mayte García. Salió al mercado en 1995 bajo la discográfica NPG Records.
El LP sigue el estilo marcado por Prince en sus discos de la época. El tema principal fue If I Love U 2Night. Aunque el LP no tuvo demasiado éxito se pueden destacar hay canciones interesantes como una versión en español de If I Love U 2Night, House of Brick, una versión del tema Brick House de The Commodores, However Much U Want cantada a dúo con Prince o The Most Beautiful Boy In The World (canción que versiona The Most Beautiful Girl In The World).

## Lista de canciones
1. Children Of The Sun
2. In Your Gracious Name
3. If I Love U 2Night
4. The Rhythm Of Your Love
5. Ain't No Place Like U
6. House Of Brick (Brick House)
7. Love's No Fun
8. Baby Don't Care
9. However Much U Want (Dúo con Prince)
10. Mo' Better
11. If I Love U 2Night (Español)
12. The Most Beautiful Boy In The World